# 普天郡
普天郡（：／ Pochŏn gun */?）是朝鮮民主主義人民共和國兩江道東北部的一個郡，西隔鴨綠江與中國吉林省相望。面積768.02平方公里，2008年人口37,225人。下分1邑、2勞動者區、17里。

## 歷史
原屬甲山郡，1937年6月4日金日成在普天面保田里（普天堡）發動「普天堡之役」，打響抗日第一槍。1952年設郡。1954年被劃入兩江道。